# Slovan Bratysława (hokej na lodzie)
HC Slovan Bratysława – słowacki klub hokeja na lodzie z siedzibą w Bratysławie.

## Historia
Dotychczasowe nazwy
- 1. ČsŠK Bratislava (1921–1939)
- Slovan Bratislava (1939–1948)
- Sokol NV Bratislava (1949–1952)
- Slovan CHZJD Bratislava (1953–1993)
- HC Slovan Bratislava (1993–)

W czasie swojej historia klub występował w ramach rozgrywek ligi czechosłowackiej, następnie słowackiej (od 1993). W marcu 2012 klub, po uzyskaniu zgody Słowackiej Federacji, złożył wniosek o przyjęcie do rozgrywek rosyjskich KHL. Następnie w kwietniu Slovan zdobył mistrzostwo Słowacji w sezonie 2011/2012. Drużynę do triumfu poprowadził czeski trener Jan Neliba, zaś tuż po tym nowym szkoleniowcem klubu pod kątem gry w KHL, został jego rodak Rostislav Čada. Po zakończonym sezonie Slovan opuścił słowacką ekstraligę i od sezonu KHL (2012/2013) przystąpił do rozgrywek KHL. W rundzie zasadniczej zespół zajął 6. miejsce w Konferencji Zachód, a w 1/8 finału fazy play-off uległ Dinamu Moskwa w meczach 0:4 i odpadł z dalszej rywalizacji. Ostatecznie Slovan został sklasyfikowany na 13. miejscu w lidze. W czasie występów Slovana w KHL do 2014 rolę klubu farmerskiego pełnił HK 36 Skalica. Od 2013 maskotką klubu jest orzeł Harvy (poprzednio nazywał się Tangerine). W sezonie KHL (2013/2014) zespół nie zakwalifikował się do fazy play-off (zajął 11 miejsce w konferencji Zachód - awans uzyskało osiem drużyn). Po siedmiu meczach sezonu KHL (2014/2015) z klubu odszedł szkoleniowiec Rostislav Čada, a nowym trenerem został Fin Petri Matikainen i pełnił tę funkcję do marca 2015. W lipcu 2015 trenerem został ponownie Miloš Říha, a jego asystentem Roman Stantien. Na początku października 2017 zwolniony został trener Miloš Říha, a jego następcą został Białorusin Eduard Zankawiec. Wówczas asystentami byli Róbert Petrovický, Rudolf Jendek, Rostislav Haas. Po sezonie KHL (2017/2018) miejsce Zankawca zajął trener Vladimír Országh. Przed edycją KHL (2018/2019) Slovan został przesunięta w strukturze uczestników z Dywizji Bobrowa do Dywizji Tarasowa.
Pod koniec maja 2019 ogłoszono, że Slovan opuszcza rozgrywki KHL. Z dniem 31 maja 2019 odeszli ze stanowisk Oldřichem Štefl (dyrektor sportowy od 2009) oraz Aleksieja Jaszkin (dyrektor wykonawczy od 2012). Również pod koniec maja 2019 Slovan został ponownie przyjęty przez słowacką federację hokeja na lodzie (SZĽH) do rodzimych rozgrywek Tiposport Ligi.

## Sukcesy

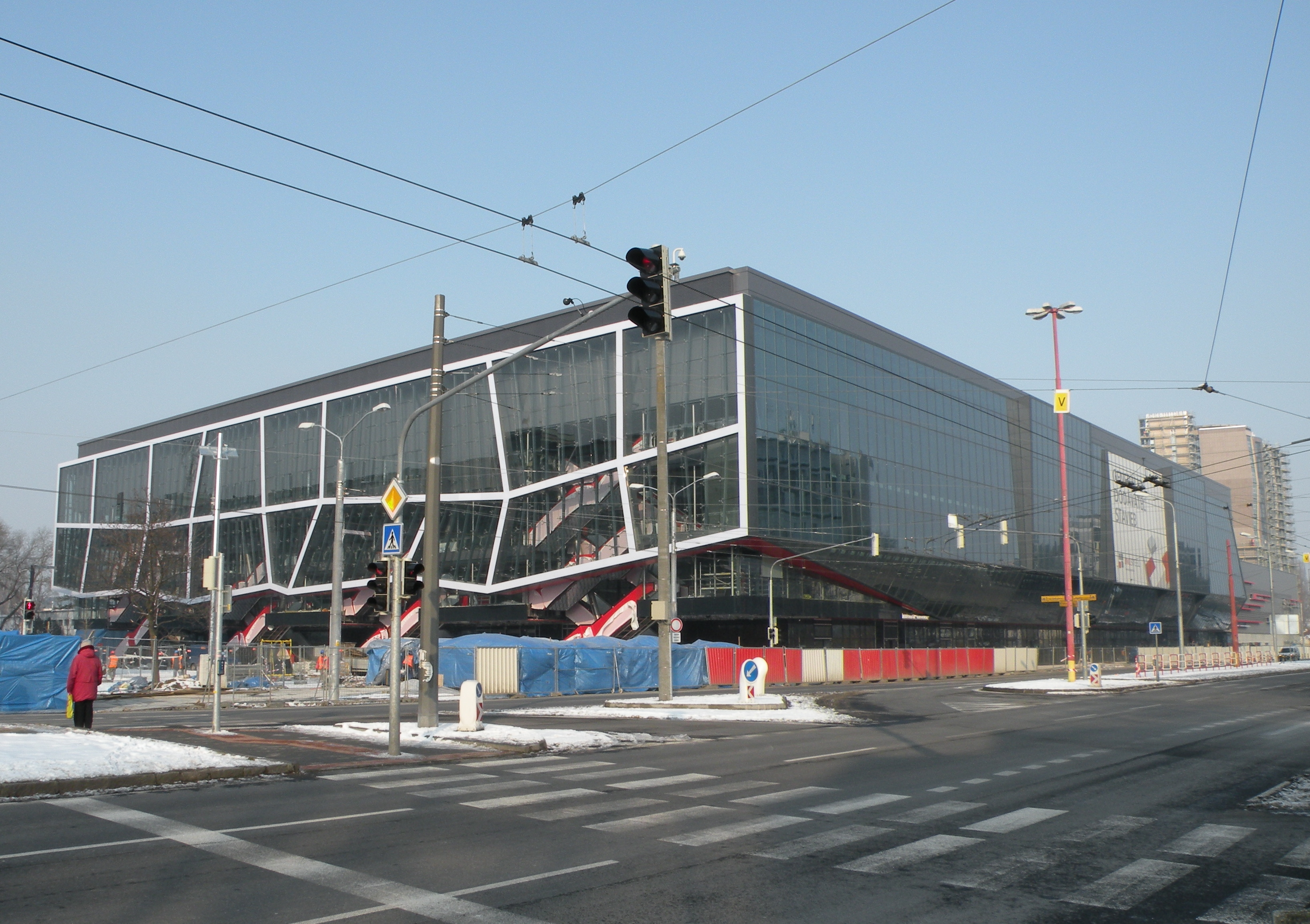
Zimný štadión Ondreja Nepelu

Slovan Bratysława jest wśród słowackich klubów rekordzistą pod względem liczby zdobytych tytułów mistrza Słowacji.
- Złoty medal mistrzostw Czechosłowacji (1 raz): 1979
- Złoty medal mistrzostw Słowacji (9 razy): 1998, 2000, 2002, 2003, 2005, 2007, 2008, 2012, 2022
- Srebrny medal mistrzostw Słowacji (2 razy): 1999, 2010
- Brązowy medal mistrzostw Słowacji (5 razy): 1995, 1996, 2001, 2004, 2009
- Puchar Kontynentalny (1 raz): 2004
- Puchar Spenglera (3 razy): 1972, 1973, 1974
- Puchar Tatrzański (5 razy): 1974, 1975, 1990, 1997, 1998
- Trzecie miejsce w Pucharze Kontynentalnym (1 raz): 2001